# 小諸騒動
小諸騒動（こもろそうどう）は、信濃国小諸藩牧野家において、幕末から明治維新期におきたお家騒動である。

## 概要
水戸藩浪士天狗党が小諸領内を通過したときの対応失敗を発端とした懲戒処分後の人事に関する不満と、藩主の家督をめぐっての争いの二つの要因からなる。
宗家の越後長岡藩主牧野氏の奉行格加判（当時の役職）であった河井継之助が騒動調停のため、小諸城に登城したことで知られる。
明治元年（1868年）11月9日、国家老の真木要人則道・城代家老の牧野八郎左衛門成道ら4名を、その政敵であった加藤六郎兵衛成美・牧野求馬成賢らが、藩主に虚偽の報告をして、斬首・家族を追放処分にしたことで、頂点に達した。
この騒動で小諸藩主牧野康済は謹慎、加藤六郎兵衛成美は永禁固、牧野求馬成賢は禁固刑（出獄後は謹慎）に処せられた。斬首された4名（牧野・真木・高崎・高栗）の名跡再興が認められ、長岡藩主牧野氏の家臣が小諸藩大参事に就任した。
その他、多くの家臣が処罰された。